# Ed Sanders (timmerman)
Ed Sanders (Wimbledon, Londen, 10 mei 1975) is een Britse timmerman en televisiepersoonlijkheid. Hij leerde het timmermansvak om werk te hebben of te krijgen tussen het acteerwerk door.
In 1999 kreeg Sanders de rol van Eddie Moliano in de Sky1-serie Dream Team. Ook was hij verslaggever in het ochtendprogramma RI:SE en uiteindelijk werd hij de presentator van de Britse versie van Fear Factor.

## Verhuizing naar de VS
In 2004 verhuisde Sanders naar de Verenigde Staten, samen met zijn vrouw en zoon. Hij werd gehuurd voor de serie Extreme Makeover: Home Edition, waar hij anno 2011 nog steeds een vast teamlid van is. Tijdens de zomer van 2007 presenteerde Ed zes afleveringen van de National Bingo Night op ABC. Tegenwoordig is hij teamlid in het programma Extreme Makeover: Home Edition.

## Limey Yank Productions
In 2006 begon Sanders samen met de Amerikaanse schrijver Whit Honea het bedrijf Limey Yank Productions. De bedrijfsnaam is een woordspeling op de populaire termen "Limey" als gevolg van Sanders Britse afkomst, en "Yank", zoals voor Honea die uit de VS komt.

## Persoonlijk leven
Sanders' vrouw is een Italiaans-Amerikaans visagist. Ze baarde op 5 mei 2007 in Los Angeles een drieling. Daarnaast heeft het stel ook nog een zoon, die in 2003 werd geboren.

## Extreme Makeover
Speciaal voor het programma verhuisde Sanders in 2004 naar de VS. Sinds 2005 is hij een vast teamlid geworden. Hij is zo geobsedeerd om mensen te helpen, dat Sanders er alles aan doet om maar te helpen. Zelfs als hij vrij is of gewond is staat Sanders klaar voor het programma. Zo is Sanders tijdens een aflevering een keer gewond geraakt aan zijn hand, hij bleef toen doorwerken totdat hij niet meer kon.

## Televisie
Naast Extreme Makeover: Home Edition, Fear Factor, Dream Team en RI:SE heeft Ed Sanders in meer programma's een rol gehad. Zo was hij onder andere in 2007 te zien in de Amerikaanse versie van Dancing with the Stars waar hij in ronde 8 afviel.